# République socialiste des travailleurs de Finlande
 (mars 2025).
29 janvier 1918 – 5 mai 1918
Entités précédentes :
- Royaume de Finlande
(gouvernement Svinhufvud I)

Entités suivantes :
- Royaume de Finlande

La République socialiste des travailleurs finlandais, plus communément appelée Finlande rouge, est la brève entité qui gouverne la partie de la Finlande contrôlée par les Gardes rouges lors de guerre civile finlandaise. Elle est créée le 29 janvier 1918 avec la mise en place d'une délégation du peuple finlandais par le Parti social-démocrate de Finlande.

## Objectifs
La République socialiste des travailleurs finlandais a pour but de fonder une nation socialiste, basée sur l'héritage de la culture finlandaise, les idées socialistes et le nationalisme finlandais, ce qui inclut des projets d'expansion du territoire finnois. Politiquement, cette république se fonde sur les principes démocratiques. Toutefois, les Rouges finlandais sont d'abord une formation révolutionnaire chargée de combattre lors de la guerre civile. De ce fait, les actes militaires prennent le pas sur le politique. En outre, les Gardes Rouges comprennent en leur sein un groupe minoritaire de bolcheviques finlandais soutenant une association avec la Russie soviétique naissante. Quoi qu'il en soit, cette république n'obtint jamais de véritable statut, ni de reconnaissance officielle en raison de la défaite des Rouges le 5 mai 1918.

## Géographie
Le territoire contrôlé par cette république éphémère dépend immédiatement de l'évolution de la ligne de front entre les Rouges et les Blancs au cours de la guerre civile. Grossièrement, la république socialiste des travailleurs de Finlande s'étend sur toute la partie sud du pays, urbanisée et industrialisée, ainsi que sur quelques centres industriels plus au nord, enclavés dans le territoire des Blancs.

## Projet de constitution
La délégation du peuple finlandais, au travers d'Otto Wille Kuusinen, prépare et présente un projet de constitution le 23 février 1918. Il se base sur les principes de la social-démocratie finlandaise. Le concept marxiste de dictature du prolétariat est absent du programme. Il lui préfère le socialisme démocratique et son projet est influencé par les constitutions suisse et américaine, ainsi que par les principes issus de la Révolution française. Le modèle constitutionnel prévoit la garantie de la plupart des droits civils au profit des citoyens finlandais, incluant l'usage extensif du référendum pour les prises de décisions politiques. Toutefois, le droit de propriété privée est exclu et n'est reconnu qu'au profit des administrations nationale et locales. Finalement, ce projet n'est jamais mis en œuvre car il ne peut être approuvé avant la défaite des Rouges.

## Relations avec Lénine
Si la république socialiste de Finlande est soutenue par république socialiste fédérative soviétique de Russie, notamment au travers d'un traité signé entre les deux entités socialistes le 1er mars 1918, elles ne suivent pas la ligne de l'internationalisme socialiste. À la place, les deux républiques s'avèrent influencées par le nationalisme, cherchant à maximiser les intérêts de leurs propres nations. L'objectif des Rouges finlandais est l'instauration d'une Finlande neutre et indépendante, tout en réclamant l'annexion de la province de Petsamo et d'une partie de la Carélie, détenues par la Russie. L'importance du traité finno-soviétique s'avère rapidement éclipsée par la signature du traité de Brest-Litovsk entre les Russes et l'Empire allemand. Finalement, le sort des Rouges finlandais et de la république socialiste des travailleurs de Finlande dépend principalement des décisions politiques des Russes et des Allemands et du soutien qu'ils apportent à leur camp respectif.
Lénine cherche à éviter un effondrement complet de la Russie après 1917. Avant la révolution d'Octobre, il met l'accent sur le droit des peuples à disposer d'eux-mêmes, y compris pour les différents territoires de l'ancien Empire russe. Après s'être emparé du pouvoir dans la région de Petrograd, les Bolcheviques tendent vers le fédéralisme. Quant à la Finlande, Lénine projette de l'annexer à nouveau mais la guerre civile russe, l'intervention de l'armée impériale allemande en Finlande, la victoire finale des Gardes Blancs ainsi que le nationalisme affirmé des socialistes finnois sont autant d'obstacles qui conduisent à l'abandon de ce plan.